# Lijst van voetbalinterlands Antigua en Barbuda - Saint Lucia (vrouwen)
Deze lijst van voetbalinterlands is een overzicht van alle officiële voetbalinterlands tussen de nationale vrouwenteams van Antigua en Barbuda en Saint Lucia. De landen hebben tot nu toe drie keer tegen elkaar gespeeld.

## Wedstrijden
| № | Plaats       | Datum         | Competitie                                | Wedstrijd                        | Uitslag |
| - | ------------ | ------------- | ----------------------------------------- | -------------------------------- | ------- |
| 1 | Kingston     | 12 mei 2006   | CONCACAF Gold Cup 2006 kwalificatie       | Antigua en Barbuda − Saint Lucia | 1 − 2   |
| 2 | Saint John's | 10 maart 2010 | CONCACAF Gold Cup 2010 kwalificatie       | Antigua en Barbuda − Saint Lucia | 1 − 2   |
| 3 | Saint John's | 27 mei 2018   | CONCACAF W Championship 2018 kwalificatie | Antigua en Barbuda − Saint Lucia | 1 − 0   |

## Samenvatting
| Competitie                           | Totaal gespeeld | Winst Antigua en Barbuda | Gelijk | Winst Saint Lucia | Doelsaldo Antigua en Barbuda – Saint Lucia |
| ------------------------------------ | --------------- | ------------------------ | ------ | ----------------- | ------------------------------------------ |
| CONCACAF W Championship kwalificatie | 3               | 1                        | 0      | 2                 | 3 − 4                                      |
| Totaal                               | 3               | 1                        | 0      | 2                 | 3 − 4                                      |